# Вулверхэмптон Уондерерс
«Вулверхэ́мптон Уо́ндерерс» (полное название — Футбольный клуб «Вулверхэмптон Уондерерс», англ. Wolverhampton Wanderers Football Club, английское произношение: [wʊlvərˈhæmptən 'wɔndərəz 'futbɔ:l klʌb]) — английский профессиональный футбольный клуб из города Вулвергемптон, графство Западный Мидленд. Образован в 1877 году под названием «Сент-Люкс» (англ. St. Luke’s). Домашним стадионом клуба с 1889 года является «Молинью», вмещающий более 31 тысячи зрителей.
«Вулверхэмптон» является одним из основателей Футбольной лиги в 1888 году. Клуб является трёхкратным чемпионом Англии (1953/54, 1957/58, 1958/59), четырёхкратным обладателем Кубка Англии (1892/93, 1907/08, 1948/49, 1959/60) и двукратным победителем Кубка Футбольной лиги (1973/74, 1979/80).
Выступает в Премьер-лиге, высшем дивизионе в системе футбольных лиг Англии.
Принципиальным соперником команды является «Вест Бромвич Альбион», матчи против которого носят название дерби Чёрной страны.

## История

### Конец XIX века
Клуб был основан в 1877 году под названием «Сент-Люкс» (англ. St. Luke's) директором школы Святого Луки (англ. St Luke's Church School) из Блейкенхолла Гарри Баркрофтом и учениками этой школы Джоном Бейтоном и Джеком Броуди. Своё первоначальное название клуб получил в честь этой школы. С августа 1879 года он стал называться «Вулверхэмптон Уондерерс» (англ. Wolverhampton Wanderers). Клуб был одним из 12 основателей английской Футбольной лиги в 1888 году. В дебютном сезоне «волки» заняли третье место, в том же году команда вышла в финал Кубка Англии, однако проиграла клубу «Престон Норт Энд», оформившему «золотой дубль». В 1889 году был построен домашний стадион команды «Молинью», на котором «волки» выступают по сей день. В 1893 году «Вулверхэмптон» завоевал свой первый трофей, обыграв в финале Кубка Англии ливерпульский «Эвертон».

### Начало XX века
В дальнейшем у клуба начались тяжёлые времена, во время которых команда сначала упорно застряла в середине турнирной таблицы, а потом в 1906 году и вовсе покинула высший дивизион английского футбола. Долгое время «волки» выступали не лучшим образом, однако, несмотря на удручающее турнирное положение, в 1908 году команде удалось завоевать свой второй Кубок Англии. В 1923 году «Вулверхэмптон» вылетел во второй дивизион, однако, это положительно повлияло на игру команды, и уже на следующий сезон «волки» вернулись обратно. В 1932 году, благодаря отлично продуманной работе руководства, клубу удалось вернуться в элиту, завоевав прописку в высшем дивизионе. В течение 30-х годов под руководством майора Фрэнка Бакли «Вулверхэмптон» дважды завоёвывал серебро в национальном первенстве и постепенно стал одним из лучших клубов Англии. В 1939 году клуб в очередной раз дошёл до финала Кубка Англии, но проиграл «Портсмуту» 1:4.

### Середина XX века
Период с конца 1940-х до начала 1960-х годов принято считать «золотым» в истории «Вулверхэмптона». В 1948 году на пост главного тренера был приглашён Стэн Каллис, который ранее защищал цвета клуба, будучи его игроком. Спустя 41 год, в 1949 году команда вновь выиграла Кубок Англии (в финале был побеждён «Лестер Сити» со счётом 3:1). А на следующий год лишь неудачное стечение обстоятельств помешало «волкам» стать чемпионами (клуб уступил первое место «Ливерпулю» по разнице забитых и пропущенных мячей). Однако команда продолжала прогрессировать, и спустя 4 года, в 1954 году, клуб завоевал свой первый чемпионский титул. В том же 1954 году «Вулверхэмптон» закрепил за собой хорошую репутацию в европейском футболе, победив в высоко котировавшихся тогда товарищеских матчах национальных грандов (венгерский «Гонвед» со счётом 3:2 и «Спартак» со счётом 4:0). После победы в этих матчах английская пресса объявила «Вулверхэмптон» «лучшим клубом мира». В 1959 году клуб снова стал чемпионом Англии, завоевав также Суперкубок Англии. В следующем году «волки» заняли второе место в чемпионате, но смогли вновь взять Суперкубок и завоевать Кубок Англии, победив в финале «Блэкберн Роверс» со счётом 3:0. Однако на фоне внутренних успехов в том же сезоне 1959/60 в четвертьфинале Кубка европейских чемпионов клуб потерпел поражение от «Барселоны» с общим счётом 9:2. В следующем сезоне «Вулверхэмптон» занял третье место в чемпионате и добрался лишь до полуфинала Кубка обладателей кубков УЕФА.

### Конец XX века
С середины 60-х годов у клуба начался упадок, в результате которого в 1964 году был уволен Стенли Каллис. Однако кадровая перестановка не привела к улучшению ситуации, и на следующий год «Вулверхэмптон» покинул элиту английского футбола. Однако спустя два года произошёл всплеск, включивший в себя победы в американских выездных турнирах с участием европейских команд и выход в 1972 году в финал Кубка УЕФА, в котором, правда, «волки» уступили лондонскому «Тоттенхэму». Ещё один всплеск произошёл в 1974 году, когда команду ждал триумф в финале Кубка Лиги. Очередной успех пришёл лишь в 1980 году, когда «Вулверхэмптон» снова выиграл Кубок Лиги, победив в финале «Ноттингем Форест», который на тот момент являлся клубным чемпионом Европы. Однако этот успех оказался для клуба последним. В начале 80-х годов у клуба начались финансовые проблемы, которые привели к сильнейшему падению клуба, пределом которого стал вылет команды в четвёртый дивизион английского футбола. Появление новых спонсоров помогло стабилизировать обстановку, а появление на посту главного тренера Грэма Тернера позволило «волкам» подняться в первую лигу. В 90-х годах «Вулверхэмптон» оставался середняком, неспособным подняться вверх в турнирной таблице. Лишь на рубеже веков клуб несколько раз мог выйти в премьер-лигу, но всякий раз оступался в турнире плей-офф.

### Начало XXI века
В новейшей истории клубу удалось переломить неприятную традицию. В 2003 году, спустя два десятилетия «Вулверхэмптон» вернулся в элиту английского футбола. В 10 туре клуб выдал героический матч против «Лестер Сити». Уступая к 35 минуте со счётом 0:3, благодаря дублю Колина Кэмерона, голам Рея, а также Анри Комара, одержали волевую победу 4:3, которая временно позволила им покинуть зону вылета. Однако, пребывание в премьер-лиге ограничилось одним сезоном, так как клуб занял последнее место. В сезоне 2007/08 «волки» заняли 7-е место в Чемпионшипе, а уже годом позже клуб снова сумел пробиться в элиту под руководством Мика Маккарти.
В сезоне 2011/12 клуб занял последнее 20-е место и вылетел из Премьер-лиги. Несмотря на в целом провальное выступление под руководством Терри Коннора, который с момента своего назначения главным тренером, даже не смог выиграть ни одного матча, именно при нём команда выдала один из самых впечатляющих и зрелищных матчей сезона. В 36-м туре, уже в ранге вылетевшего клуба, 28 апреля команде удался оглушительный «камбэк» в матче против «Суонси Сити». Уже на 15-й минуте команда уступала в счёте 0:3, к 31-й — 1:4, к 70-й минуте команде удалось отыграться. Матч завершился со счётом 4:4.
Несмотря на такое проявление воли, сразу же после окончания сезона был уволен Терри Коннор, а его место занял уволенный из «Кёльна» норвежский специалист Столе Сольбаккен.
5 января 2013 года из-за неудовлетворительных результатов Сольбаккен был уволен с поста главного тренера команды.
В сезоне 2012/13 клуб занял 23-е место в Чемпионшипе и выбыл в Лигу 1. Однако уже в следующем сезоне «волки» вернулись в Чемпионшип, выиграв Лигу 1 и набрав при этом более 100 очков.
31 мая 2017 года команду возглавил португальский специалист Эшпириту Санту. Под руководством Нуну команда выиграла Чемпионшип в сезоне 2017/18 и впервые за 6 лет вышла в высший дивизион Англии. Возвращение в английскую Премьер-лигу для команды оказалось очень удачным: они закончили сезон на 7-й строчке, получив право сыграть во втором квалификационном раунде Лиги Европы впервые с сезона 1980/81.
Сезон 2019/20 для англичан выдался не хуже: в чемпионате команда вновь заняла 7-е место, набрав одинаковое количество очков с «Тоттенхэмом», который, в свою очередь, занял 6-е место. В Лиге Европы «волки» вышли из группы со второго места, набрав 13 очков. В 1/16 финала обыграли испанский Эспаньол с общим счётом 6:3. В 1/8 финала команда под руководством португальца одолела греческий «Олимпиакос» с общим счётом 2:1. Тем не менее, команда с минимальным счётом уступила будущему победителю розыгрыша «Севилье», благодаря голу Лукаса Окампоса на 88-й минуте встречи.
В сезоне 2020/21 Эшпириту Санту ушёл по обоюдному согласию и был заменён бывшим главным тренером «Бенфики» Бруну Лажи, финишировав по итогам сезона на 13-м месте. В сезона 2021/22 клуб финишировал на 10-м месте. «Вулверхэмптон» уволил Лажи 2 октября 2022 года после восьми игр сезона 2022/23, одержав всего одну победу и забив три мяча. Его заменил Хулен Лопетеги. Несмотря на то, что перед своей первой игрой в Премьер-лиге клуб занимал 20-е место в чемпионате, Лопетеги привёл «волков» к финишу на 13-м месте. Он покинул команду перед сезоном 2023/24 и был заменён на Гари О’Нила.

## Основной состав
| 1  | Португалия        | Вр  | Жозе Са                 | 1993 |  |  |  |  |  |
| 25 | Англия            | Вр  | Дэн Бентли              | 1993 |  |  |  |  |  |
| 31 | Англия            | Вр  | Сэм Джонстон            | 1993 |  |  |  |  |  |
| 40 | Англия            | Вр  | Том Кинг                | 1995 |  |  |  |  |  |
|    |                   |     |                         |      |  |  |  |  |  |
| 2  | Ирландия          | Защ | Мэтт Доэрти             | 1992 |  |  |  |  |  |
| 4  | Уругвай           | Защ | Сантьяго Буэно          | 1998 |  |  |  |  |  |
| 12 | Кот-д’Ивуар       | Защ | Эмманюэль Агбаду        | 1997 |  |  |  |  |  |
| 14 | Колумбия          | Защ | Йерсон Москера          | 2001 |  |  |  |  |  |
| 15 | Англия            | Защ | Крейг Доусон            | 1990 |  |  |  |  |  |
| 22 | Португалия        | Защ | Нелсон Семеду (капитан) | 1993 |  |  |  |  |  |
| 24 | Португалия        | Защ | Тоте Гомеш              | 1999 |  |  |  |  |  |
| 33 | Франция           | Защ | Бастьен Мёпийу          | 2006 |  |  |  |  |  |
| 34 | Флаг Буркина-Фасо | Защ | Нассер Джига            | 2002 |  |  |  |  |  |
| 37 | Бразилия          | Защ | Педро Лима              | 2006 |  |  |  |  |  |
|    |                   |     |                         |      |  |  |  |  |  |

| 5  | Зимбабве         | ПЗ  | Маршалл Мунетси                     | 1996 |  |  |  |  |  |
| 6  | Мали             | ПЗ  | Бубакар Траоре                      | 2001 |  |  |  |  |  |
| 7  | Бразилия         | ПЗ  | Андре                               | 2001 |  |  |  |  |  |
| 8  | Бразилия         | ПЗ  | Жуан Гомес                          | 2001 |  |  |  |  |  |
| 20 | Англия           | ПЗ  | Томми Дойл                          | 2001 |  |  |  |  |  |
| 27 | Франция          | ПЗ  | Жан-Рикнер Бельгард                 | 1998 |  |  |  |  |  |
|    |                  |     |                                     |      |  |  |  |  |  |
| 9  | Норвегия         | Нап | Йёрген Странн Ларсен                | 2000 |  |  |  |  |  |
| 11 | Республика Корея | Нап | Хван Хи Чхан                        | 1996 |  |  |  |  |  |
| 18 | Австрия          | Нап | Саша Калайджич                      | 1997 |  |  |  |  |  |
| 19 | Португалия       | Нап | Родригу Гомеш                       | 2003 |  |  |  |  |  |
| 26 | Португалия       | Нап | Карлуш Боржеш (в аренде из «Аякса») | 1996 |  |  |  |  |  |
| 27 | Франция          | Нап | Жан-Рикнер Бельгард                 | 1998 |  |  |  |  |  |
| 29 | Португалия       | Нап | Гонсалу Гедеш                       | 1996 |  |  |  |  |  |
| 30 | Парагвай         | Нап | Энсо Гонсалес                       | 2005 |  |  |  |  |  |

### Игроки в аренде
| \| № \| \| Поз. \| Имя \| Год рождения \| \| -- \| \| ---- \| -------------------------------------------------- \| ------------ \| \| 9 \| \| Нап \| Фабиу Силва (в «Лас-Пальмасе» до 30 июня 2025) \| 2002 \| \| 17 \| \| Защ \| Уго Буэно (в «Фейеноорде» до 30 июня 2025) \| 2002 \| \| 26 \| \| Нап \| Шикинью (в «Мальорке» до окончания сезона 2024/25) \| 2000 \| \| 32 \| \| ПЗ \| Джо Ходж (в «Хаддерсфилд Тауне» до 31 мая 2025) \| 2002 \| \| 81 \| \| Защ \| Декстер Лембикиса (в «Барнсли» до 31 мая 2025) \| 2003 \| \| \| \| Защ \| Ки-Яна Хувер (в «Осере» до 30 июня 2025) \| 2002 \| \| \| \| ПЗ \| Чем Кэмпбелл[англ.] (в «Рединге» до 30 июня 2025) \| 2002 \| |            |      |                                                    |              |
| № |            | Поз. | Имя                                                | Год рождения |
| 9 | Португалия | Нап  | Фабиу Силва (в «Лас-Пальмасе» до 30 июня 2025)     | 2002         |
| 17 | Испания    | Защ  | Уго Буэно (в «Фейеноорде» до 30 июня 2025)         | 2002         |
| 26 | Португалия | Нап  | Шикинью (в «Мальорке» до окончания сезона 2024/25) | 2000         |
| 32 | Ирландия   | ПЗ   | Джо Ходж (в «Хаддерсфилд Тауне» до 31 мая 2025)    | 2002         |
| 81 | Ямайка     | Защ  | Декстер Лембикиса (в «Барнсли» до 31 мая 2025)     | 2003         |
| | Нидерланды | Защ  | Ки-Яна Хувер (в «Осере» до 30 июня 2025)           | 2002         |
| | Англия     | ПЗ   | Чем Кэмпбелл (в «Рединге» до 30 июня 2025)         | 2002         |

## Достижения

### Лиги
- Чемпион Англии (3): 1953/54, 1957/58, 1958/59
  - Вице-чемпион Англии (5): 1937/38, 1938/39, 1949/50, 1954/55, 1959/60
- Победитель Второго дивизиона / Чемпионшипа (второй дивизион): 1931/32, 1976/77, 2008/09, 2017/18
- Победитель Третьего дивизиона / Лиги 1 (третий дивизион): 1923/24 (север), 2013/14
- Победитель Четвёртого дивизиона / Лиги 2 (четвёртый дивизион): 1987/88

### Кубки
- Обладатель Кубка Англии (4): 1893, 1908, 1949, 1960
  - Финалист Кубка Англии (4): 1889, 1896, 1921, 1939
- Обладатель Кубка Футбольной лиги (2): 1974, 1980
- Обладатель Суперкубка Англии (4): 1949*, 1954*, 1959, 1960* (* разделённый трофей, оба участника владели им по полгода)
- Победитель Военного кубка Футбольной лиги: 1941/42
- Победитель Кубка Тексако: 1970/71
- Обладатель Трофея Футбольной лиги: 1987/88
- Финалист Кубка УЕФА: 1972

## Еврокубки
Лучшие достижения:
- Кубок европейских чемпионов: 1/4 финала, 1959/60
- Кубок обладателей кубков УЕФА: 1/2 финала, 1960/61
- Кубок УЕФА: финалист, 1972

## Зал славы клуба
Следующие футболисты были включены в Зал славы «Вулверхэмптон Уондерерс»:

| - Майк Бейли - Питер Бродбент - Стив Булл - Стэн Каллис - Дерек Дуган - Рон Флауэрс - Билли Харрисон - Кенни Хиббитт | - Джекери Джонс - Джимми Маллен - Дерек Паркин - Джон Ричардс - Билл Слейтер - Рой Суинборн - Берт Уильямс - Билли Райт |

## Форма

### Домашняя
| 2012/13 | 2013/14 | 2015/16 | 2016/17 | 2017/18 | 2018/19 | 2019/20 | 2020/21 | 2021/22 | 2022/23 | 2023/24 |

### Гостевая
| 2012/13 | 2013/14 | 2015/16 | 2016/17 | 2017/18 | 2018/19 | 2019/20 | 2020/21 | 2021/22 | 2022/23 | 2023/24 |

### Резервная
| 2017/18 | 2019/20 | 2020/21 | 2021/22 | 2022/23 |

Источники:,